# Mount Luigi di Savoia
Der Mount Luigi di Savoia ist ein Bergmassiv im Ruwenzori-Gebirge in Uganda. Sein höchster Gipfel, die Sella-Spitze ist mit einer Höhe von 4627 m die vierthöchste Erhebung Ugandas. Der Berg ist Teil des Rwenzori-Mountains-Nationalparks.
Der nächste höhergelegene Berg ist der Mount Baker. Die Dominanz beträgt 3,25 km, die Schartenhöhe 347 m.

## Geschichte
Die Erstbesteigung gelang 1906 dem italienischen Marineoffizier und Herzog der Abruzzen Luigi Amedeo di Savoia, nach dem der Berg benannt ist. Er selbst nannte den Berg zunächst nach dem Afrikaforscher Joseph Thomson. Auf Wunsch der Royal Geographical Society sollte der Berg mit dem Namen des Herzogs in Verbindung gebracht werden.

## Gipfel
| Gipfel          | Höhe   | Namensgeber |
| --------------- | ------ | --- |
| Sella-Spitze    | 4627 m | Vittorio Sella, italienischer Alpinist und Bergfotograf. Teilnehmer der Ruwenzori-Expedition von 1906.                                           |
| Weismann-Spitze | 4620 m | August Weismann, deutscher Biologe und Evolutionstheoretiker.                                                                                    |
| Stairs-Spitze   | 4545 m | William Grant Stairs, kanadisch-britischer Entdecker und Stellvertreter von Henry Morton Stanley während der Expedition zur Rettung Emin Paschas |